# Antonius van Alphen
Antonius van Alphen (Boxtel, 16 mei 1748 - Schijndel, 1 mei 1831) was een Nederlands geestelijke en een apostolisch vicaris van de Rooms-Katholieke Kerk.
Van Alphen studeerde in Leuven waar hij een licentiaat in de godgeleerdheid behaalde. Daarna was hij vanaf 1777 werkzaam in Boxtel als kapelaan. Op 27 september 1782 werd hij benoemd tot coadjutor van 's-Hertogenbosch. Vanaf 1787 was hij pastoor in Schijndel, wat hij tot zijn dood zou blijven. Na het overlijden van Andreas Aerts op 13 augustus 1790 volgde Van Alphen hem op als apostolisch vicaris.
In 1810 kwam Van Alphen in conflict met de wereldlijke overheid. Het departement Brabant van het Koninkrijk Holland was op 16 maart 1810 ingelijfd bij het Eerste Franse Keizerrijk. Hij weigerde de orders van keizer Napoleon inzake door hem voorgeschreven kerkelijke gebeden op te volgen en werd op 14 april 1810 gevangengezet. Napoleon verhief vervolgens op eigen gezag 's-Hertogenbosch tot bisdom en benoemde Mathias van Camp, een pastoor in Antwerpen, tot bisschop, een verheffing en benoeming die door de paus niet erkend werden. Toen Van Alphen weigerde zijn geestelijke macht over te dragen, werd hij overgebracht naar Vincennes waar hij tot 20 december 1813 gevangen bleef. Op 24 april 1814 keerde hij weer terug in Schijndel.     
In 1815 stichtte Van Alphen in Berlicum een seminarie dat in 1817 werd overgebracht naar het landgoed Beekvliet in Sint-Michielsgestel. De Nederlandse overheid liet in de jaren twintig van de 19e eeuw het seminarie sluiten, een situatie die duurde tot 1829.
Van Alphen overleed op 82-jarige leeftijd na het Bossche vicariaat meer dan 40 jaar bestuurd te hebben. Zijn opvolger was apostolisch vicaris Henricus den Dubbelden.
- Biografisch Portaal: 01603552
- Digitale Bibliotheek voor de Nederlandse Letteren: alph013
- International Standard Name Identifier: 0000 0003 9722 4483
- Nederlandse Thesaurus van Auteursnamen: 073916005
- Virtual International Authority File: 292334810
- WorldCat: E39PBJpDTtvYVPQRGw4mp6BF8C